# Ernst (Brandenburg-Jägerndorf)
Ernst von Brandenburg (* 18. Januar 1617 in Jägerndorf; † 4. Oktober 1642 in Berlin), Markgraf von Brandenburg und Titularherzog von Jägerndorf. Ernst war das jüngste Kind des Markgrafen Johann Georg von Brandenburg und Herzogs von Jägerndorf (1577–1624) und seiner Gattin Eva Christine von Württemberg (1590–1657).

## Leben
Der Kaiser beschlagnahmte 1621 das Herzogtum Jägerndorf wegen Unterstützung des Markgrafen Johann Georg für den Kurfürsten Friedrich V. von der Pfalz und für den böhmischen Aufstand. Ernst verbrachte seine Jugend weitgehend auf Reisen durch Italien, Frankreich und Deutschland.
Für die Einsetzung von Ernst als Herzog von Jägerndorf sprach sich vergeblich während der Prager Friedensverhandlungen 1635 der Kurfürst Georg Wilhelm aus, sein Cousin zweiten Grades. Etwa 1640 kam er an den Königsberger Hof und wurde nachher zum Statthalter in der Kurmark bestimmt. Ende 1641 wurde er mit Luise Charlotte, der Tochter des Kurfürsten verlobt. Um Luise Charlotte warb bereits seit 1639 Philipp Wilhelm von Pfalz-Neuburg. Der neue Kurfürst Friedrich Wilhelm entschied zugunsten von Ernst, was eine Abkühlung des Verhältnisses zu Pfalz-Neuburg zur Folge hatte. Ernst starb vor der Hochzeit, knapp ein Jahr nach dem Ausbruch einer Geisteskrankheit. Die Erbansprüche auf das in Schlesien gelegene Herzogtum Jägerndorf gingen dann auf die kurfürstliche Linie der Hohenzollern über.